# Дерев'янко Олег Валерійович
Оле́г Вале́рійович Дерев'я́нко (нар. 31 березня 1975; Шостка, Сумська область) — підприємець і громадський  діяч, кандидат економічних наук зі спеціальності «організація управління, планування і регулювання економіки».
Співзасновник і голова Наглядової ради Kyiv Cyber Academy. Член The Aspen Institute Kyiv. Засновник Інституту самореалізації. Автор ініціативи School Angels. Співзасновник Міжнародного фестивалю «Каштановий рояль».  Співорганізатор «Євромайдан Університету». Автор ідеї та співорганізатор Всеукраїнської просвітницької ініціативи "Ми — Європа". З 11 березня 2015 року по 24 лютого 2016 року — заступник міністра освіти і науки України (керівник апарату)

## Життєпис
Народився у 1975 році в м. Шостка, Сумської області. Батько — Дерев'янко Валерій Федорович, інженер, хімік-технолог, зараз — пенсіонер. Мати — Дерев'янко Тетяна Василівна, хімік-технолог, вчитель хімії і завуч з виховної роботи в середній школі, зараз — пенсіонерка. З 1992 року живе у Києві.

### Освіта
У 1992 році закінчив СШ № 11 м. Шостка і вступив до Інституту міжнародних відносин Київського національного університету імені Тараса Шевченка, який закінчив у 1997 році з дипломом спеціаліста з міжнародних економічних відносин з відзнакою.
1997–2001 рр. — навчання в аспірантурі і викладацька діяльність на кафедрі управління зовнішньоекономічною діяльністю Інституту міжнародних відносин Київського національного університету імені Тараса Шевченка, яку закінчив у 2001 році захистом дисертації, і отримав вчений ступінь кандидата економічних наук зі спеціальності «Організація управління, планування і регулювання економіки».
2002–2005 рр. — навчання за програмою магістра ділового адміністрування в Університеті Ворвік (Warwick University), Велика Британія, яку закінчив з дипломом другої вищої освіти за спеціальністю «Ділове адміністрування».
2008 р. — випускник другого семінару Відповідальне Лідерство програми Аспен-Україна, яка здійснюється в Україні в партнерстві з The Aspen Institute (США).
2012, 2013 р. Institute for Personal Leadership and Columbia Business School - "Personal Leadership"
2015, 2016. The Aspen Institute Socrates Program - "Heroes and Villains: Leading Business, Politics and Civil Society in the 21st century”, "Over the Horizon: Five Trends Shaping the Future of Technology, Education, Business and Society", "The Future of Privacy and Transparency: Surveillance in a Digital Age".
2016 р. UC San Diego -  "Learning How to Learn: Powerful mental tools to help you master tough subjects".
2016 р.  MIT Professional Education. "Cybersecurity: Technology, Application and Policy".
Брав участь у численних міжнародних тренінгах, семінарах і конференціях з розвитку професійних навичок і обміну галузевим і управлінським досвідом з провідними фахівцями України і світу.

### Діяльність в бізнесі і підприємництві
Олег Дерев'янко має більше 20 років досвіду створення, розвитку і трансформації бізнесів і організацій в різноманітних галузях. ☂Професійна спеціалізація — лідерство і управління змінами. Трудову діяльність розпочав у 1993 році з роботи консультантом з міжнародного права (за сумісництвом) у Національному космічному агентстві України.
З 2008 — по теперішній час (з перервою на державну службу) — голова Ради директорів ISSP (Information Systems Security Partners) — спеціалізованої міжнародної експертної компанії з кібербезпеки і Big Data з головним офісом в Києві.
З 2016 року — співзасновник і голова Наглядової ради Kyiv Cyber Academy.
2009−2012 — генеральний директор, член ради директорів ТОВ «Колос Лтд» (ТМ «Віденські Булочки»).
2006–2008 — генеральний директор компанії «Козырная Карта».
1998–2006 — генеральний менеджер, керуючий партнер Office Solutions Ukraine та член ради директорів Office Solutions Group.
1994–1998 — менеджер з зовнішньоекономічних зв'язків, комерційний директор, генеральний директор СП «Золотий Сапсан».
1993–1994 — консультант з міжнародного права у Національній космічній агенції України.
1993 — перекладач з німецької Центру інформаційних технологій.
У 2001-му році зареєстрований фізичною особою-підприємцем, на період з березня 2015 по березень 2016 року призупинив підприємницьку діяльність в зв'язку державною службою.  2010-го основний вид діяльності — консультування підприємств,  організацій, топ-менеджерів і власників бізнесу з питань антикризового управління, лідерства, стратегічного і операційного управління.
23 лютого 2016 року подав у відставку з посади заступника міністра освіти та науки України-керівник апарату.

## Громадська діяльність
- Член The Aspen Institute Kyiv
- Автор ідеї і засновник ініціативи School Angels.
- Член Координаційної ради громадської організації Асоціація випускників «Аспен-Україна».
- Делегат від України на інавгураційному форумі молодих глобальних лідерів — Aspen Action Forum, США, серпень 2013 р.
- Засновник Інституту самореалізації.
- Співзасновник Міжнародного фестивалю «Каштановий Рояль».
- Співорганізатор Євромайдан Університету.
- Автор ідеї і співорганізатор Всеукраїнської просвітницької ініціативи «МИ — ЄВРОПА» під час та після Євромайдану.
- Діяльність в сфері культури і освіти, творча діяльність:
- Лауреат Першого міжнародного фортепіанного фестивалю і конкурсу піаністів-аматорів «Каштановий Рояль», Київ, травень 2013

### Співорганізатор культурних і освітніх проектів
- «Перехрестя. Сучасне мистецтво України на межі століть», Відень, Австрія, 16 липня — 16 вересня 2001 р. Перша масштабна виставка сучасного українського мистецтва за межами України, яка представила 14 відомих сучасних українських митців. Виставка відбувалась у центрі сучасного мистецтва в Гаррах Палаці (Palais Harrach) Віденського музею історії мистецтв.
- Виставка «Великі майстри народного мистецтва Мексики» з колекції Fomento Cultural Banamex, Київ, Музей українського народного декоративного мистецтва, 6 вересня — 6 листопада 2002 р.
- Проект «Большая Игра» Самуила Аккермана (Париж), «Арт-центр на Костельной», Київ, червень 2004 р.
- Продюсер видання 7 книжок сучасного українського поета і письменника Бориса Андрійовича Руденка, 1998–2009
- Арт-інсталяція «Вівтар націй» художниці Оксани Мась, Київ, Софійська площа, травень 2012
- Перший Київський міжнародний фортепіанний фестиваль і конкурс піаністів-аматорів «Каштановий Рояль», травень 2013
- Другий Київський міжнародний фортепіанний фестиваль і конкурс піаністів-аматорів «Каштановий Рояль», травень 2014
- Освітні, просвітницькі і сократівські семінари 3С — Спільноти Свідомого Спілкування (https://web.archive.org/web/20140403102156/http://www.cogito.in.ua/)
- Семінари ініціативи Аспен-Україна «Відповідальне Лідерство»
- Євромайдан Університет
- Семінари ініціативи «МИ — ЄВРОПА»

## Родина
Неодружений, виховує трьох дітей. Минула дружина — Островська Надія Миколаївна, спеціаліст з менеджменту і маркетингу, приватний підприємець. Діти — доньки Варвара (2005 р.н.) нині живе в Ізраїлі і Катерина (2008 р.н.), син Лук'ян (2010 р.н.).
Олег Дерев'янко є внучатим племінником Героя України Кузьми Миколайовича Дерев'янка, видатного військового стратега і дипломата, який 2 вересня 1945 року від імені радянського Верховного Головнокомандування приймав капітуляцію Японії і підписав завершальний Акт Другої світової війни разом з видатним Генералом Макартуром (США) та представниками інших держав-союзників. Був членом Союзної ради по Австрії і Союзної ради по Японії, в складі якої зробив значний внесок у відновлення Японії після Другої світової війни.